# Лабіринт (фільм, 2017)
«Лабіринт» — український короткометражний анімаційний фільм 2017 року режисерів Олександра Колодія й Степана Коваля, створений компанією «Новаторфільм». Мультфільм потрапив у короткий список другої церемонії вручення премії «Золота дзиґа».Прем'єра в Україні відбулася 30 червня 2017 року.

## Сюжет
Анімаційний фільм розповідає про вплив мегаполіса на людську особистість.

## Знімальна група
- Режисери-постановники: Олександр Колодій, Степан Коваль
- Сценаристи: Олександр Колодій
- Оператори-постановники: Ольга Бабицька
- Художники-постановники: Тетяна Губіна
- Режисери монтажу: Євген Сивокінь
- Продюсери: Ганна Полоніченко

## Нагороди
- 2018: Міжнародний кінофестиваль Alter-Native Film Festival — Нагорода від національного культурного фонду[2][3]
- 2018: Фестиваль екранних мистецтв «Пілігрим» — 1 місце
- 2018: Рівненський міжнародний кінофестиваль «Місто мрії» — III премія в номінації «Анімація»[4]